# مترجم دردها
مترجم دردها (انگلیسی: Interpreter of Maladies) مجموعه‌ای از نُه داستان نوشته جومپا لاهیری نویسنده هندی آمریکایی است که در سال ۱۹۹۹ منتشر شد. مترجم دردها در سال ۲۰۰۰ برنده جایزه‌های پولیتزر و پن-همینگوی شد. تاکنون بیش از ۱۵ میلیون نسخه از این کتاب در سراسر جهان به فروش رسیده است. مترجم دردها به عنوان بهترین کتاب اول توسط مجله نیویورکر معرفی شد.

داستان‌های این مجموعه دربارهٔ زندگی هندی‌ها و هندی-امریکایی‌هایی است که میان دو فرهنگ هندی و فرهنگ دنیای مدرن گرفتار آمده‌اند. این مجموعه داستان دو بار تحت عنوان‌های مترجم دردها و ترجمان دردها به ترتیب توسط امیرمهدی حقیقت و مژده دقیقی به فارسی ترجمه شده‌است.